# Kannemeyeriiformes
De Kannemeyeriiformes zijn een groep van uitgestorven Dicynodontia. Het waren stevige gebouwde herbivoren met het formaat van een varken tot olifant met een relatief grote kop en een schildpadachtige hoornsnavel. Ze leefden tijdens het Trias en hadden een wereldwijde verspreiding.

## Vroege ontwikkeling
De Kannemeyeriiformes ontwikkelden zich zeer waarschijnlijk aan het eind van het Perm, hoewel hier geen fossiel bewijs voor is. Ze waren een van de vier deelgroepen van de dicynodonten die de Perm-Trias-massa-extinctie overleefden tot in het Indien, het vroegste Trias. De andere deelgroepen bestonden slechts uit het enige geslacht Lystrosaurus, destijds op alle continenten het talrijkste dier, Kombuisa en Myosaurus, relatief kleine dicynodonten en de laatste vertegenwoordigers van twee ontwikkelingslijnen binnen de Kistecephalia. Sungeodon uit China is het oudste bekende taxon uit de Kannemeyeriiformes. De Kannemeyeriiformes waren uiteindelijk de enige van de vier overgebleven ontwikkelingslijnen binnen de Anomodontia die zich in het Trias sterk zou ontwikkelen.

## Ontwikkeling in het Trias
De Kannemeyeriiformes waren de algemeenste herbivoren wereldwijd van het Olenekien tot het Ladinien. Ze waren met name algemeen in zuidelijk Afrika en zuidelijk Zuid-Amerika, destijds aanliggende delen van het supercontinent Pangea, met fossiele vondsten in onder meer de Beaufortgroep in Zuid-Afrika, het Ischigualastobekken in Argentinië en de Rosário do Sul-groep in Brazilië. In het Laat-Trias kregen de Kannemeyeriiformes steeds meer te lijden onder competitie van Archosauromorpha. Ze specialiseerden zich door hun lichaamsmassa nog meer te laten toenemen. Lisowicia uit de Stahleckeriidae geldt met het formaat van een olifant als de grootste bekende dicynodont en tevens het grootst bekende landdier uit het Trias dat geen dinosauriër was. In het Rhaetien was de rol van grote herbivoren overgenomen door de Sauropodomorpha. Een fragmentarisch fossiel uit Queensland wijst er mogelijk op dat de Kannemeyeriiformes in zuidoostelijk Gondwana tot in het Krijt overleefden.